# Calohypsibius schusteri
Calohypsibius schusteri är en djurart som tillhör fylumet trögkrypare, och som beskrevs av Nelson och McGlothlin 1996. Calohypsibius schusteri ingår i släktet Calohypsibius och familjen Calohypsibiidae. Inga underarter finns listade i Catalogue of Life.